# Linden (New Jersey)
Linden è un comune degli Stati Uniti d'America, nella Contea di Union, nello Stato del New Jersey. Come da censimento del 2010 degli USA, la città conta 40.499 abitanti.